# Гріммельсгаузен
Гріммельсгаузен (нім. Grimmelshausen) — громада в Німеччині, розташована в землі Тюрингія. Входить до складу району Гільдбурггаузен. Складова частина об'єднання громад Фельдштайн.
Площа — 4,21 км2. Населення становить 177 ос. (станом на 31 грудня 2021).

## Галерея

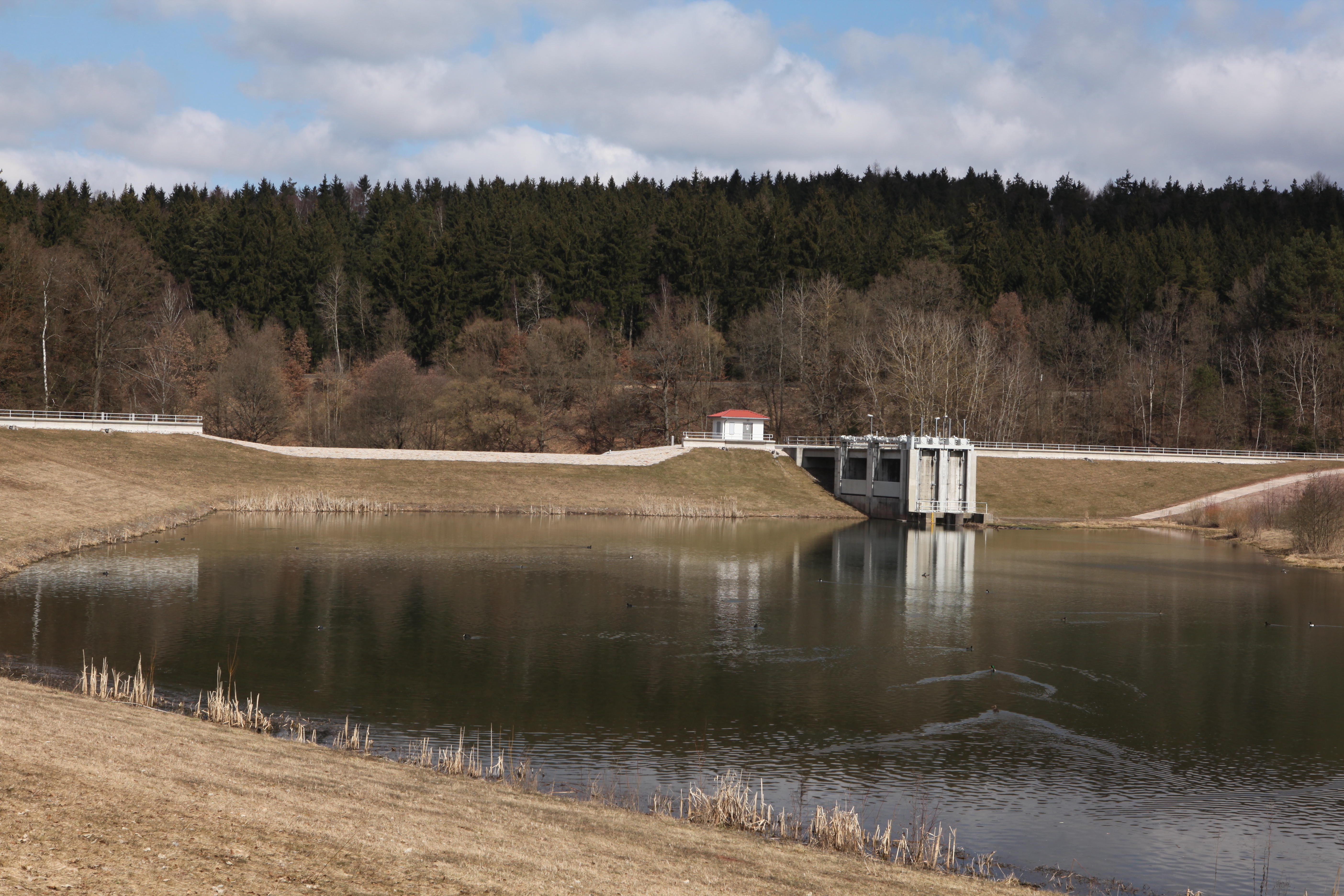
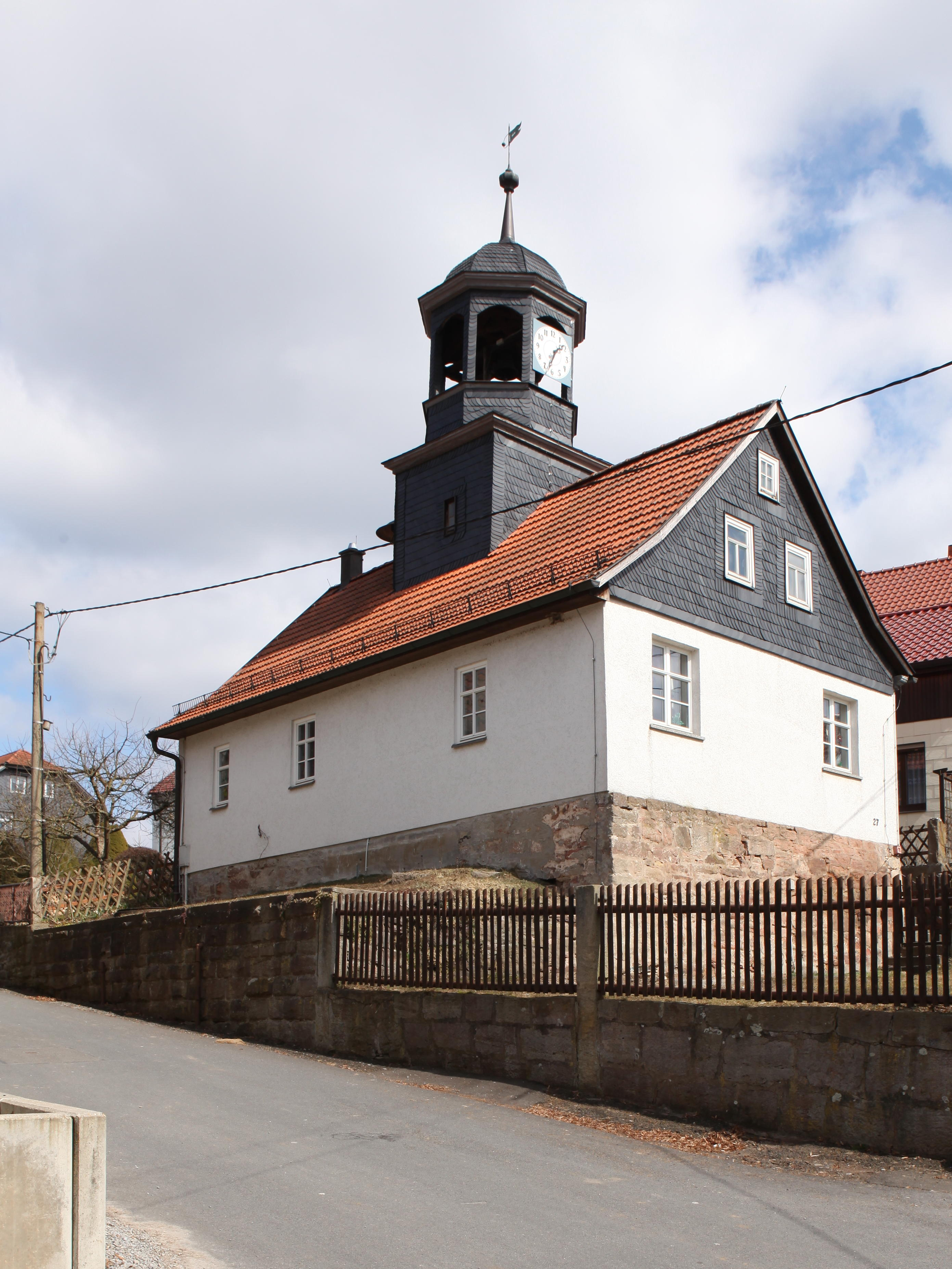